# Marjorie Gestring
Marjorie Gestring, född 18 november 1922 i Los Angeles i Kalifornien, död 20 april 1992 i Burlingame i Kalifornien, var en amerikansk simhoppare.
Gestring blev olympisk guldmedaljör i svikthopp vid sommarspelen 1936 i Berlin.